# Hans Fröder
Johann „Hans“ Fröder (* 2. November 1918 in Friesenheim; † 13. Dezember 1997 in Mainz) war ein deutscher Politiker (CDU).

## Leben
Fröder wurde am 2. November 1918 in Friesenheim als Sohn von Lorenz Fröder und Ella geb. Baumgärtner geboren. Nach dem Besuch der Volksschule in Friesenheim sowie des Gymnasiums und der höheren Handelsschule in Mainz leistete er ab 1939 Reichsarbeitsdienst und nahm anschließend bis 1945 als Soldat am Zweiten Weltkrieg teil. Nach dem Kriegsende schlug er eine Laufbahn als Beamter im Gehobenen Dienst ein, die er als Steueroberinspektor beendete. Im Anschluss betätigte er sich als Winzer.
Fröder zählte 1945 zu den Gründern der CDU und der Jungen Union im Landkreis Mainz. Er war zunächst Vorsitzender des CDU-Kreisverbandes Mainz und ab 1969 stellvertretender Vorsitzender des CDU-Kreisverbandes Mainz-Bingen. Sein parteipolitischer Schwerpunkt lag in der Sozialpolitik. Von 1952 bis 1960 war er Mitglied des Gemeinderates und von 1952 bis 1956 Beigeordneter in Friesenheim. 1952 wurde er in den Kreistag des Landkreises Mainz gewählt und ab 1960 war auch Mitglied des Kreisausschusses. Nach den Gebietsreformen in Rheinland-Pfalz war er Kreisdeputierter für den Landkreis Mainz-Bingen.
Am 1. September 1963 rückte Fröder für den zum Staatssekretär ernannten Hermann Matthes in den Rheinland-Pfälzischen Landtag nach, dem er ohne Unterbrechung bis 1975 angehörte. Bei den Landtagswahlen 1967 und 1971 wurde er jeweils über die Landesliste der CDU gewählt. Im Parlament war er von 1963 bis 1967 Mitglied des Sozialpolitischen Ausschusses, von 1963 bis 1971 Mitglied des Petitionsausschusses, von 1967 bis 1975 Mitglied des Ausschusses für die Verwaltungsreform und von 1971 bis 1975 Mitglied des Haushalts- und Finanzausschusses.
Hans Fröder war verheiratet und hatte drei Kinder.

## Ehrungen
- 1969: Verdienstkreuz am Bande der Bundesrepublik Deutschland
- 1975: Verdienstkreuz 1. Klasse der Bundesrepublik Deutschland